# Isaías (Miguel Ángel)
El profeta Isaías de 365 x 380 cm es un fresco de Miguel Ángel de 1510 y forma parte de la decoración de la bóveda de la Capilla Sixtina, en los Museos Vaticanos de Roma, encargada por el papa Julio II.

## Historia

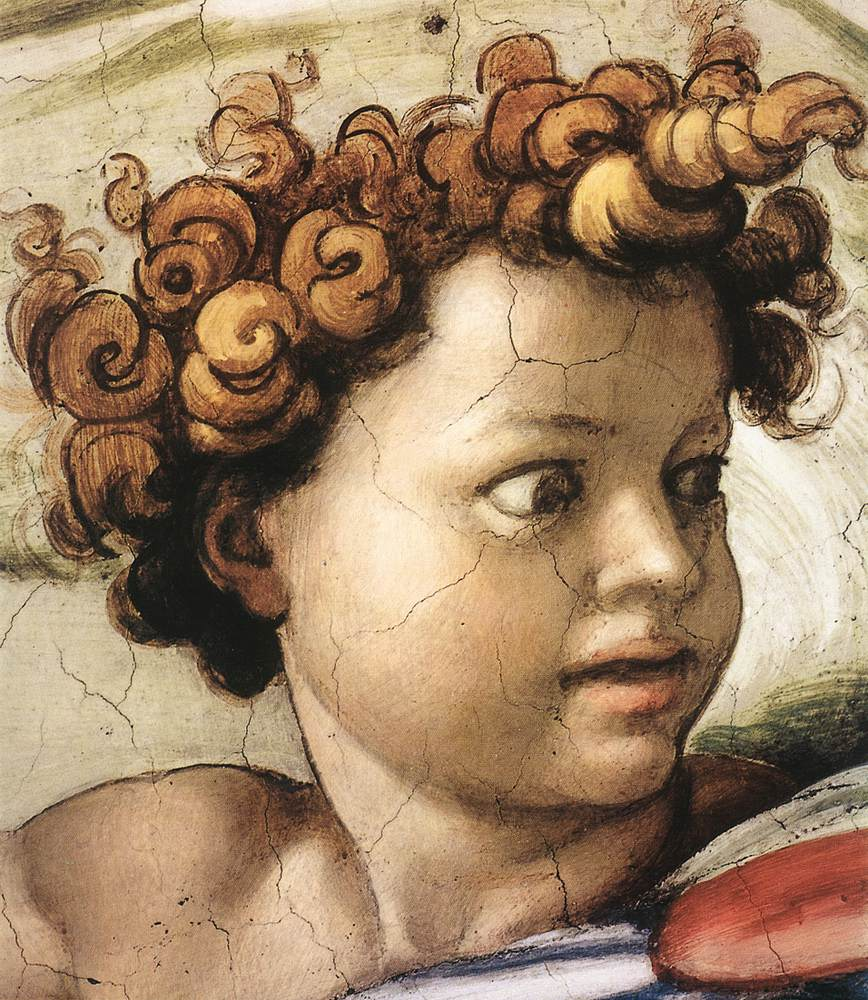
Detalle, el asistente.

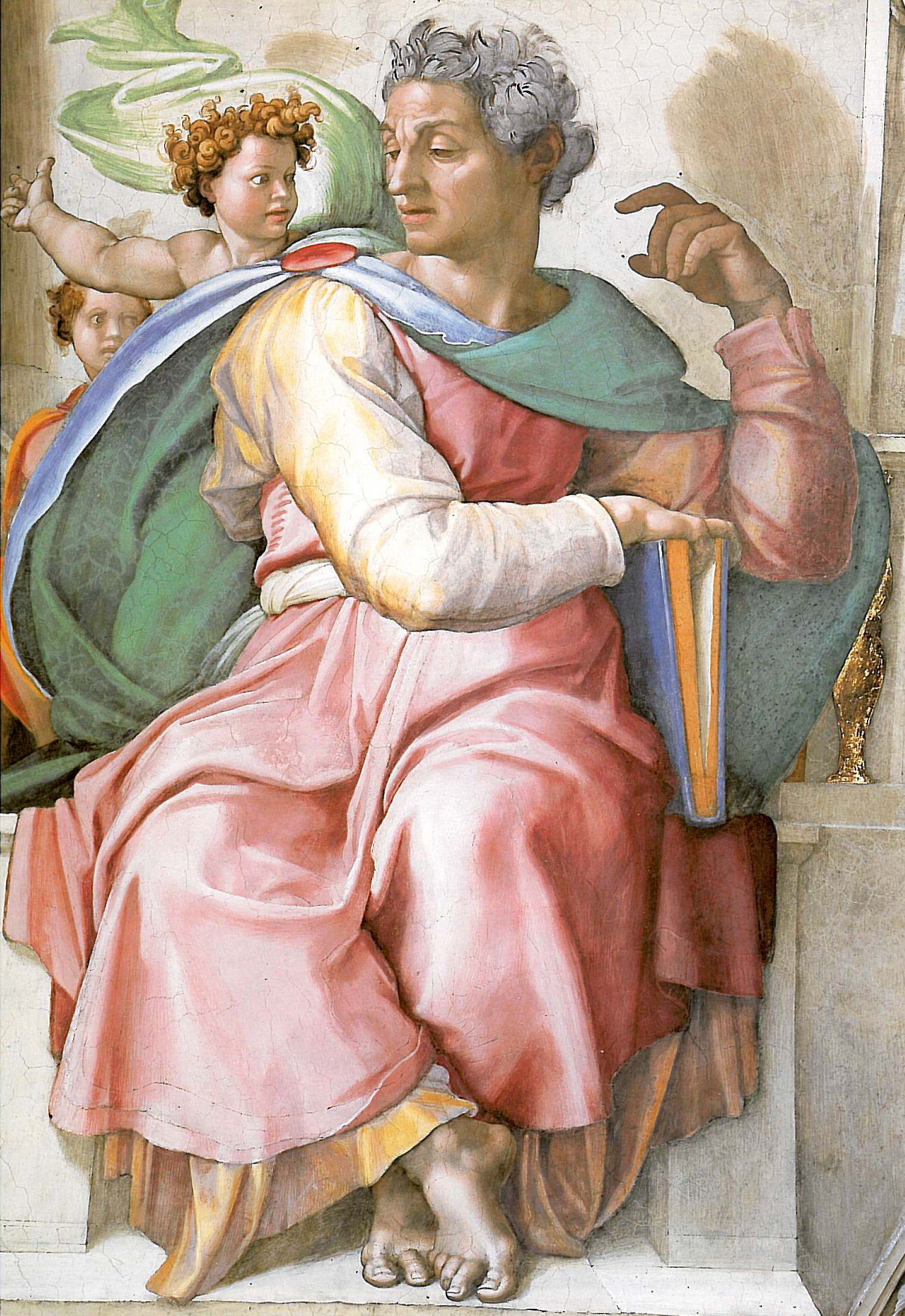
Detalle, el profeta.

Al pintar la bóveda, Miguel Ángel procedió desde el tramo cerca de la puerta de entrada, la usada durante las entradas solemnes a la capilla del pontífice y su séquito, hasta la parte sobre el altar. Isaías así pues, que se encuentra en el tercer tramo a partir de la puerta, fue una de las figuras del primer bloque de trabajos, concluido en 1510.

## Descripción y estilo
Isaías forma parte de la serie de los Videntes, colocados sobre amplios tronos arquitectónicos sobre las ménsulas. Cada uno de ellos va acompañado de un par de jóvenes asistentes y está en un gran asiento marmóreo, entre dos pilares con fingidos altorrelieves de amorcillos por parejas, en varias posiciones. Su nombre está escrito en latín (en este caso ESAIAS) en igualmente simuladas tablitas bajo la plataforma que hace de base al trono, cada una sostenida por un amorcillo.
Isaías es mostrado como si acabara de interrumpir la lectura del libro que, sin dejar de sostener con la mano derecha, mantiene bajo el brazo izquierdo. Siguiendo la llamada del niño de cabello ensortijado detrás de él, gira la cabeza hacia su derecha, con expresión angustiada pero sin mirar a ningún punto en particular, como sacado de repente de una honda reflexión. Está animado de hecho por una tensión totalmente interior, que se expresa en el ceño fruncido y en la torsión encadenada de los miembros, hasta los pies desnudos cruzados. El dinamismo está subrayado por la curva del manto azul con el forro verde levantado por el viento, que se repite en los paños ondulantes de los dos asistentes, verde y naranja respectivamente. Su túnica de manga larga es amarillenta con reflejos iridiscentes plateados, con una sobretúnica sin mangas de color rosado encima, ceñida la cintura con una banda blanca.
El corto y revuelto cabello entrecano del hombre maduro tiene un extraordinario efecto de luminosidad, obtenido por medio del recurso de un castaño oscuro para los contornos y las sombras y negro mezclado con blanco de San Juan (carbonato de calcio) para las mechas.

## Homenajes
En ocasión del cuarto centenario de la muerte de Miguel Ángel, el 16 de junio de 1964, la oficina de Correos vaticana dedicó a este fresco un sello de 25 liras.

## Galería

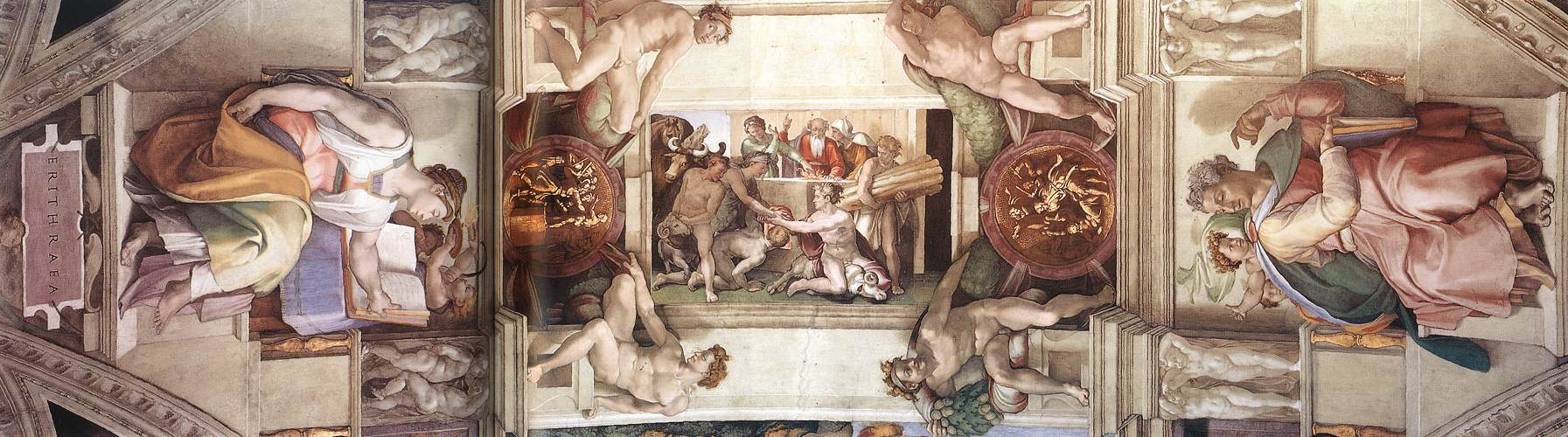
El tercer tramo.
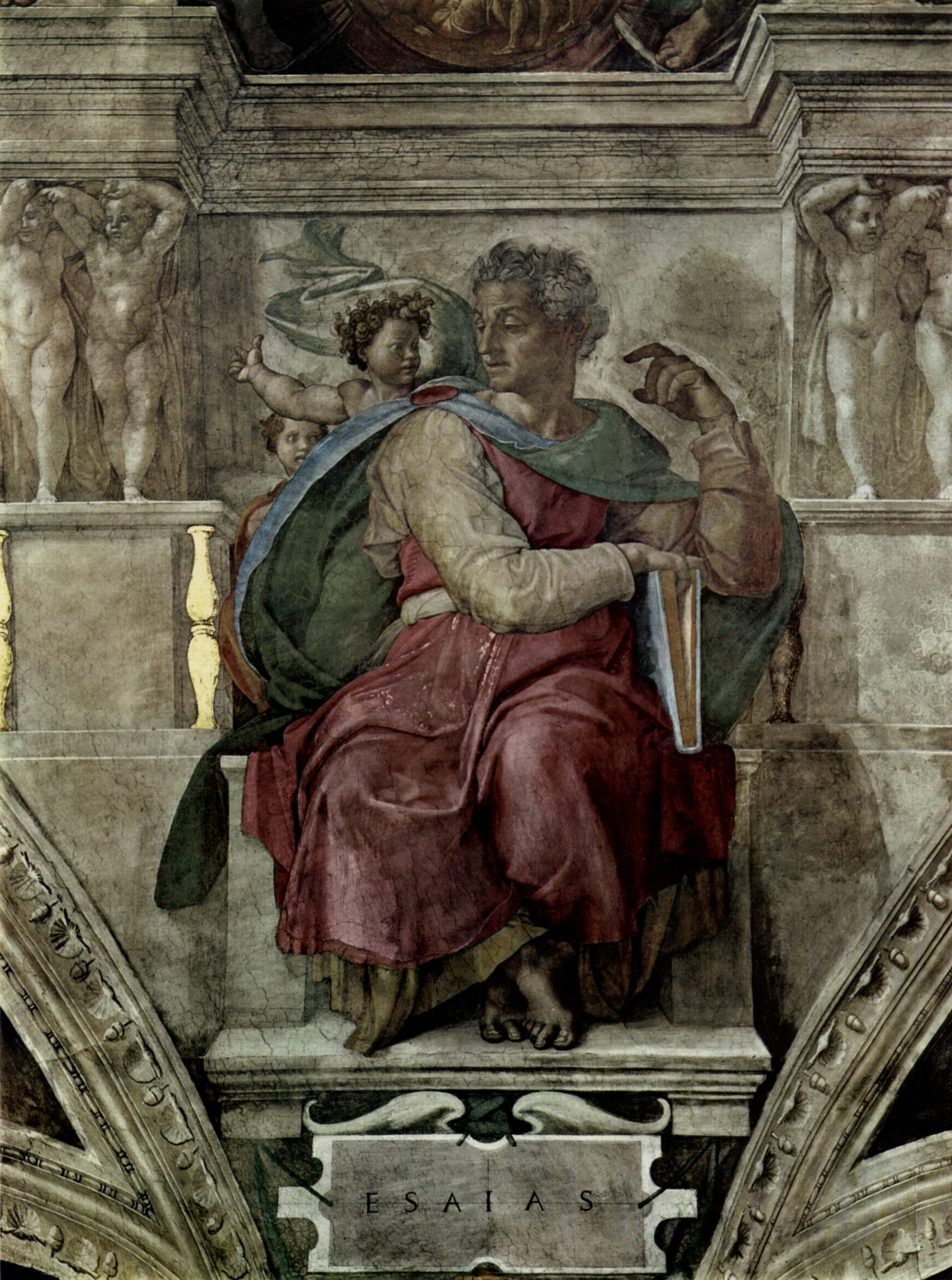
Isaías antes de la restauración de los años 1980.